# Fátima Regina Rodrigues Évora
Fátima Regina Rodrigues Évora é uma filósofa e professora de filosofia. Professora associada da Universidade Estadual de Campinas, é livre-docente desde 2011. Foi presidente da Associação Nacional de Pós-Graduação em Filosofia entre 2001 e 2002. Suas pesquisas giram em torno de Aristóteles, Filopono de Alexandria, história da filosofia antiga e medieval, história da física e da astronomia. Graduou-se em física pela Universidade de São Paulo em 1980, tornou-se mestre em filosofia pela UNICAMP em 1987 e doutora em filosofia pela USP em 1996. É coordenadora do Grupo de Trabalho "História da Filosofia da Natureza" da ANPOF e ligada à Associação Scientiae Studia.